# Pride and Glory
Pride and Glory (br: Força Policial; pt: Orgulho e Glória) é um filme americano de drama policial, dirigido por Gavin O'Connor e protagonizado por Edward Norton e Colin Farrell. Foi lançado nos Estados Unidos em 24 de outubro de 2008 e no Brasil em 27 de fevereiro de 2009.

## Sinopse
A família Tierney é formada de diversos policiais; Francis Tierney, seus filhos Francis Tierney Jr. e Ray Tierney, e até Jimmy Egan, casado com Megan Egan, também filha de Tierney. Quando quatro policiais conhecidos são assassinados por traficantes, Ray Tierney é designado para investigar o caso e acaba descobrindo vários casos de corrupção entre seus colegas, incluindo Jimmy.

## Elenco
- Colin Farrell — Jimmy Egan
- Edward Norton — Ray Tierney
- Jon Voight — Francis Tierney
- Noah Emmerich — Francis Tierney Jr.
- Lake Bell — Megan Egan
- Jennifer Ehle — Abby Tierney
- John Ortiz — Sandy
- Frank Grillo — Eddie Carbone
- Shea Whigham — Kenny Dugan
- Manny Perez — Coco Dominguez
- Rick Gonzalez — Eladio Casado
- Ramon Rodriguez — Angel Tezo

## Recepção
O Metacritic, que usa uma média ponderada, atribuiu ao filme uma pontuação de 45 em 100, baseado em 29 críticos, indicando críticas "mistas ou médias".